# Franz Bendl
Franz Bendl (ur. 1888, zm. ?) – zbrodniarz nazistowski, członek załogi niemieckiego obozu koncentracyjnego Dachau i SS-Schütze.
Z zawodu robotnik rolny. W lipcu 1944 został wcielony do Wehrmachtu. W październiku 1944 przeniesiono go do Waffen-SS i przydzielono do służby wartowniczej w obozie Dachau. Brał udział w ewakuacji obozu do Garmisch w końcach kwietnia 1945.
Po zakończeniu wojny Bendl został osądzony przez amerykański Trybunał Wojskowy w Dachau w dniach 16–17 października 1947. Oskarżonego skazano na 20 lat więzienia za zbrodnie popełnione podczas marszu śmierci z Dachau. Bendlowi udowodniono między innymi katowanie więźniów kolbą karabinu (dwa razy ze skutkiem śmiertelnym), wypchnięcie jednego z więźniów z pędzącej ciężarówki i zabieranie więźniom racji żywnościowych, na skutek czego kilkunastu z nich zmarło z głodu podczas ewakuacji. Wyrok zatwierdzono 15 stycznia 1948.